# Mas de les Valls
El Mas de les Valls és una obra del municipi d'Artés (Bages) inclosa en l'Inventari del Patrimoni Arquitectònic de Catalunya.

## Descripció
Es tracta d'un edifici de planta rectangular amb coberta de teula àrab, a doble vessant. Tres pisos. El material predominant és pedra i maçoneria amb tàpia a la part superior de la façana. La façana principal és la de l'est on hi ha el portal d'entrada adovellat i de mig punt amb tres obertures més. A la paret de migdia hi ha una finestra amb motius gòtics. A ponent hi ha l'annex d'una torre quadrada de 4 pisos. Els carreus de la torres són grossos i molt ben escairats. Cada pis compta amb petites finestres i espitlleres (algunes reformades). Les pedres de la base són de gran dimensions. Els baixos, avui utilitzats com a coberts i corrals, són de sostre de volta sostinguda per arcs de mig punt i d'altres apuntats, am pedra i amb molt bon estat. Els voltants de la casa són decorats amb diverses pedres de molí, de trulls d'oli i bladers.
Masia orientada a llevant, on es troba una portalada de mig punt adovellada -dovelles allargades-. Sobre la porta s'obre un balcó. Aquesta façana, la principal, presenta obres de restauració. A la banda de ponent s'alça una torre de defensa, que dona al mas un caràcter fortificat. A la cara sud hi ha un balcó i un cobert adossat.
L'aparell és obrat amb carreus regulars col·locats a trencajunt i disposats en filades.
La masia és coberta a doble vessants i té una estructura de planta baixa, primer pis i golfes. El seu estat de conservació és bo.

## Història
El mas, anomenat també el mas d'Artés o el mas de les Valls, està documentat des de l'any 1199. Almenys des de l'any 1558 disposava d'un molí fariner que aprofitava les aigües de la Riera de Malrubí (l'edifici, cobert avui per la vegetació, i part de les canalitzacions són encara visibles). El molí funcionà fins després de la guerra civil (1936-1939). Fa anys un llamp va malmetre la part superior de la torre del mas i per aquest motiu la teulada fou escurçada un metre i mig. Quaranta anys enrere les finestres del mas que eren adovellades i amb motius gòtics, van ésser reformades per tal de reconvertir-les en balcons. Avui només en resta una de les antigues. A finals del s. XVII, el mas fou venut a carta de gràcia a un paraire de Moià. Des de llavors ha passat per diverses mans. A finals del XIX, la fil·loxera provocà un forta davallada a l'economia del mas.
Segons un capbreu de 1693 en posseïa el domini útil Bernat Marquet, paraire de Moià, que l'havia comprat a carta de gràcia als hereus de Josep Mas, el 1682. Es creu que el pagès devia tornar els diners i recuperar el mas, perquè el 1774 consta Joan Mas, moliner com a propietari. El 1872 apareix com a propietari Joan Vilavendrell i Singla; el 1915 n'és propietari Josep Vilavendrell i Reixac. El 1960 hi vivia Valentí Vilavendrell Morral.